# Siège de Négrepont (1688)
Pour les articles homonymes, voir Siège de Negroponte.
Guerre de Morée (1684-1699)
Le siège de Négrepont est mené par la république de Venise du 13 juillet 1688 au 21 octobre 1688.
L'armée vénitienne, composée de plusieurs contingents de mercenaires et alliés d'Europe occidentale, est parvenue à conquérir le Péloponnèse au cours des années précédentes. Elle tente de conquérir Athènes et attaque Négrepont, le principal bastion ottoman en Grèce centrale . Le siège est entravé par la résistance ottomane et l'incapacité des Vénitiens à isoler complètement la ville, alors que le général ottoman Ismaïl Pacha parvient à y transporter des vivres pour la garnison assiégée. En outre, l'armée vénitienne subit de nombreuses victimes d'une épidémie de peste dans son camp. Celle-ci provoque la mort de 4 000 soldats et celle du général Otto Wilhelm de Kœnigsmark.
Le départ des forces florentines et maltaises affaiblit encore plus les Vénitiens et quand les mercenaires allemands refusent de rester dans leurs quartiers d'hiver, le commandant vénitien Francesco Morosini doit concéder la défaite et se retirer dans le Péloponnèse.